# China-EU School of Law
A pekingi Politikai Tudományok és Jog Kínai Egyetemén (China University of Political Science and Law, CUPL) működő Kínai EU-jogi Iskola (China-EU School of Law, CESL) közös projektet hozott létre a kínai kormány és az Európai Unió közreműködésével, amelyben 13 európai és 4 kínai egyetem és oktatási intézmény alkotta konzorcium veszt majd rész. Magyar részről a Közép-európai Egyetem és az Eötvös Loránd Tudományegyetem vesz részt a projektben. A kínai EU-jogi Iskola feladata az, hogy támogatást nyújtson a kínai kormánynak egy jogállamiságon alapuló társadalom kialakításában.
Az oktatási intézmény még egy továbbképző programot is tart kínai bírók, ügyészek és jogászok számára, valamint egy kínai-európai kutatási programot is működtet.

## Külső hivatkozások
- China-EU School of Law
- Consortium Office Hamburg
- CESL im LLM-Guide Archiválva 2012. január 25-i dátummal a Wayback Machine-ben